# Graun im Vinschgau
Graun im Vinschgau (Italiaans: Curon Venosta) is een gemeente in de Italiaanse provincie Zuid-Tirol (regio Trentino-Zuid-Tirol) en telt 2397 inwoners (31-12-2004). De oppervlakte bedraagt 210 km², de bevolkingsdichtheid is 11 inwoners per km².

## Geografie
De gemeente ligt op ongeveer 1520 m boven zeeniveau, vlak over de Oostenrijks-Italiaanse grens, langs de weg over de Reschenpas.
Graun im Vinschgau grenst aan de volgende gemeenten:
- Kaunertal (Oostenrijk),
- Mals (Italië),
- Nauders (Oostenrijk),
- Pfunds (Oostenrijk),
- Sent (Zwitserland),
- Sölden (Oostenrijk),
- Valsot (Zwitserland).

De volgende Fraktionen maken deel uit van de gemeente:
- Graun (Curon Capoluogo)
- Langtaufers (Vallelunga)
- Reschen (Resia)
- Sankt Valentin auf der Haide (San Valentino alla Mutta)

## Geschiedenis
Het oorspronkelijke dorp Graun bevindt zich op de bodem van het Reschenmeer. Door de bouw van een stuwdam tussen 1948 en 1950 om zo een stuwmeer aan te leggen voor het opwekken van energie kwam het dorp onder water te staan. Alle gebouwen werden daarbij gesloopt. Enkel de kerktoren van het oude dorp werd behouden en deze steekt tegenwoordig boven het wateroppervlak van het meer uit. De kerktoren stond symbool voor het huidige gemeentewapen van Graun im Vinschgau.

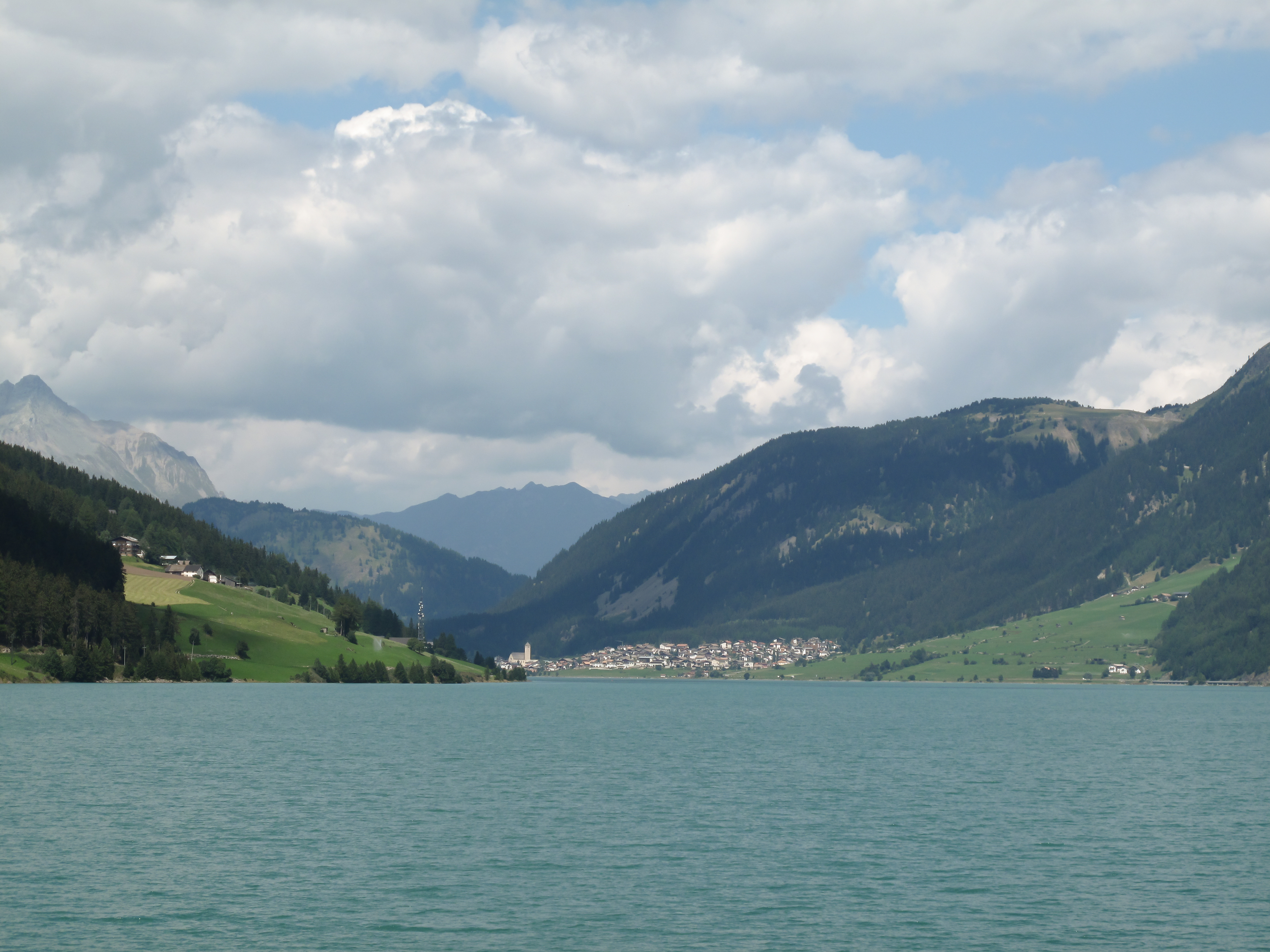
Graun, dorpszicht

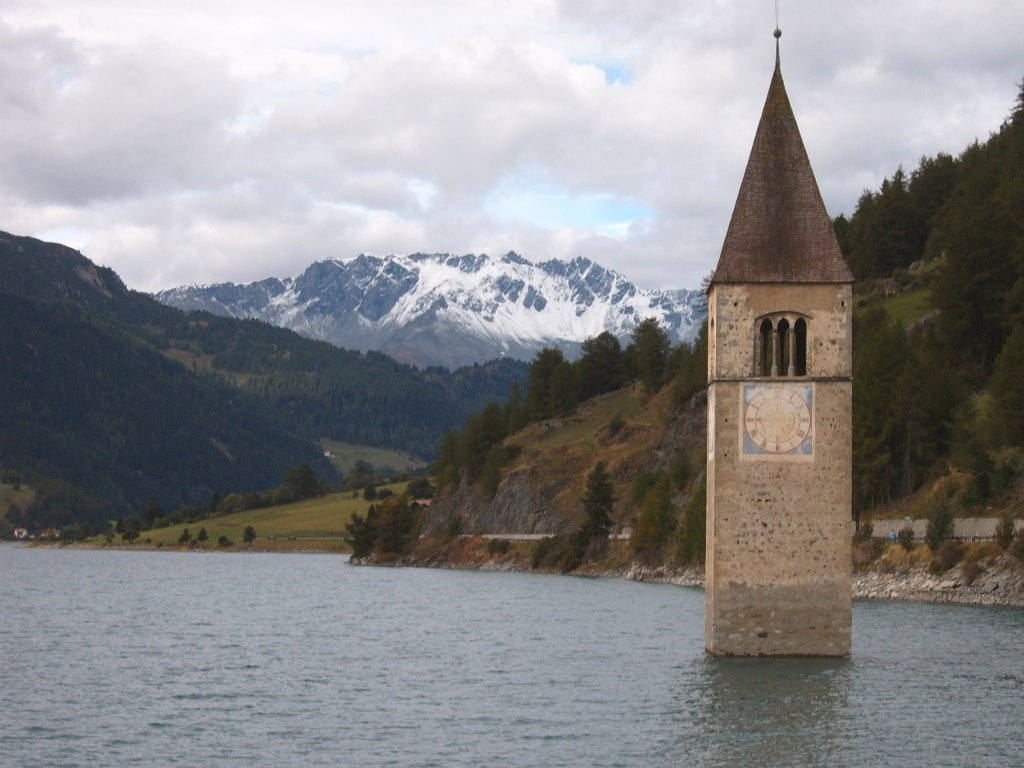
Reschenmeer met de kerktoren van het oude Graun